# 亚德
亚德（德語：Jade，發音：[ˈjaːdə] ⓘ）是德国下萨克森州威悉马施县的市镇，面积94.05平方千米，2023年12月31日人口为5,977人。